# Superintendentura Bojanowo-Krotoszyn Ewangelickiego Kościoła Unijnego
Superintendentura Bojanowo-Krotoszyn Ewangelickiego Kościoła Unijnego – jednostka organizacyjna Ewangelickiego Kościoła Unijnego w Polsce istniejąca w okresie II Rzeczypospolitej i obejmująca grupę gmin kościelnych (zborów) czyli parafii tego Kościoła, skupionych wokół miast Bojanowo i Krotoszyn.

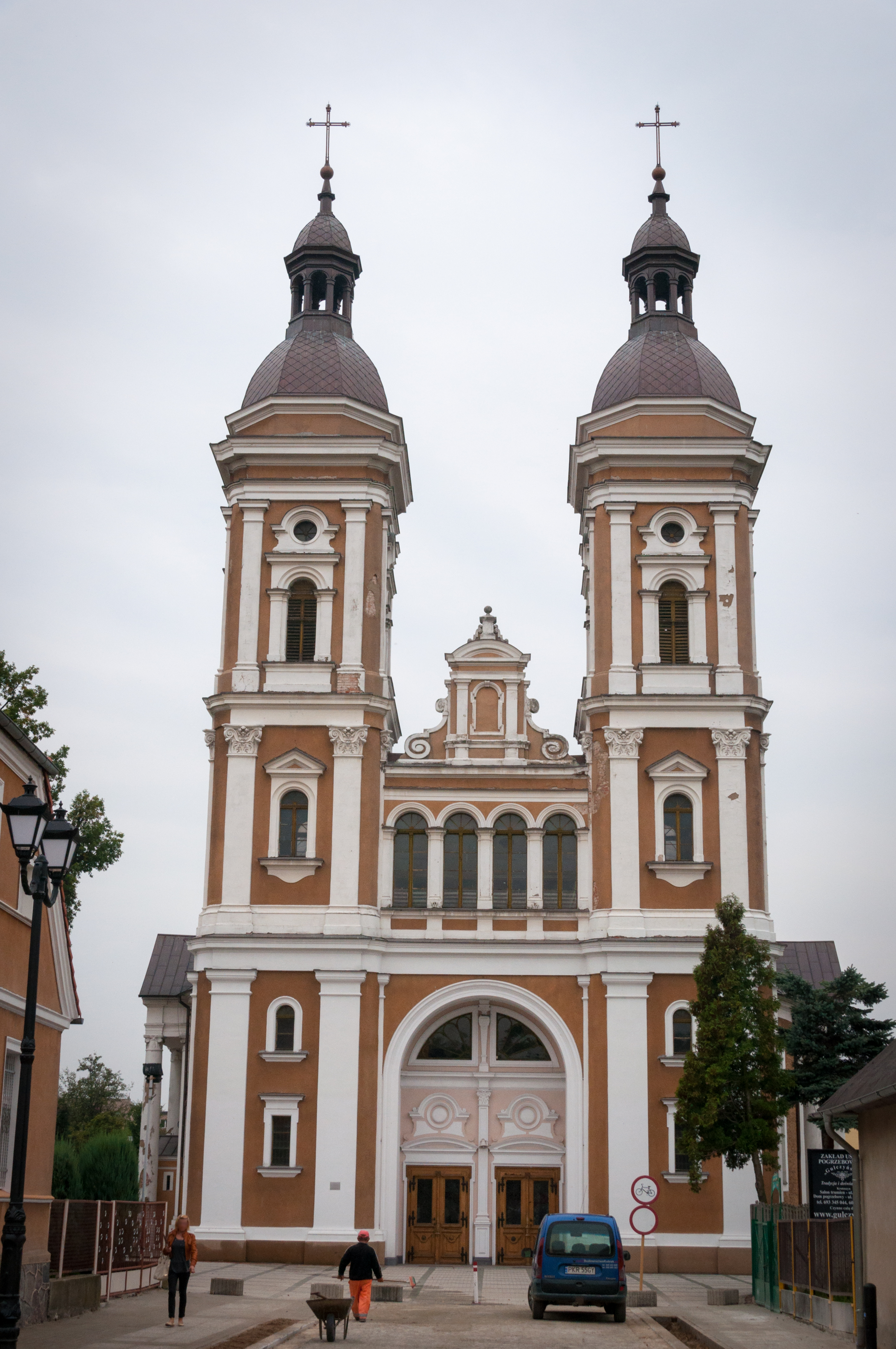
Dawny kościół ewangelicki w Krotoszynie, obecnie katolicki kościół św. Andrzeja Boboli

## Dane statystyczne
| Parafia                        | Liczba wiernych (1937) |
| ------------------------------ | ---------------------- |
| Bojanowo pow. Rawicz           | 1300                   |
| Gostyń                         | 500                    |
| Miejska Górka pow. Rawicz      | 443                    |
| Jutrosin pow. Rawicz           | 1001                   |
| Krobia pow. Gostyń             | 200                    |
| Pakosławiec pow. Rawicz        | 340                    |
| Poniec pow. Gostyń             | 1000                   |
| Rawicz                         | 1600                   |
| Piaski pow. Gostyń             | 320                    |
| Sarnowa pow. Rawicz            | 82                     |
| Trzebosz pow. Rawicz           | 220                    |
| Koźminiec pow. Krotoszyn       | 570                    |
| Dobrzyca pow. Krotoszyn        | 1150                   |
| Kobylin pow. Krotoszyn         | 930                    |
| Zalesie Wielkie pow. Krotoszyn | 170                    |
| Koźmin                         | 500                    |
| Krotoszyn                      | 1137                   |
| Pogorzela pow. Krotoszyn       | 340                    |
| Zduny                          | 950                    |